# 阮氏金
阮氏金（1765年—1804年11月13日），是黎愍帝的妃子，景興二十六年（1765年）出生於京北良才縣琵琶鄉。景興四十二年（1781年）嫁入時為皇太孫的愍帝的府第，景興四十七年（1786年）生下愍帝長子。昭統元年（1787年）西山朝占領昇龍，阮氏金和太后經高平流亡清朝，後清朝聯合黎愍帝控制昇龍後返回，西山朝擊敗清軍後黎愍帝和皇子流亡清朝，阮氏金則隱居於京北。阮福映滅西山朝後，嘉隆三年（1804年）清朝將太后、愍帝和皇子的棺材送回越南，阮氏金遂前往南關迎殯，在昇龍的祭宮服毒自殺，和愍帝一起葬於清化的黎顯宗磐石陵側。阮福映下詔旌表，賜扁額建石碑于其鄉，銘文“欽賜安貞殉節阮氏之門”，撥給墓夫二人、祀田二十畝，令黎朝遺族祭祀。